# Solna fögderi
Solna fögderi avsåg den lokala skattemyndighetens verksamhetsområde i nuvarande Solna, Sundbybergs och Ekerö kommuner mellan åren 1967 och 1991. Efter detta år omorganiserades skatteväsendet och fögderierna ersattes av en skattemyndighet för varje län - i detta fall den för Stockholms län. År 2004 gick verksamheten upp i det nybildade Skatteverket.
Solna fögderi föregicks av flera mindre fögderier, vilka sedermera även delvis hamnade under Sollentuna, Täby, Danderyds och Stockholms fögderier.
- Färentuna fögderi (1720-1852)
- Sollentuna, Vallentuna och Danderyds fögderi (1720-1852)
  - Sollentuna, Vallentuna, Färentuna och Danderyds fögderi (1853-1881)
    - Färentuna och Sollentuna fögderi (1882-1885)
      - Svartsjö fögderi (1886-1966)
      - Spånga fögderi (1946-1948)
        - Sundbybergs fögderi (1949-1966)

    - Vaxholms fögderi (1882-1917)
      - Danderyds fögderi (1918-1946)